# لوآر (رود)
لوآر (به فرانسوی: Loire) طولانی‌ترین رود فرانسه است. که طول آن بالغ بر ۱٬۰۱۲ کیلومتر (۶۲۹ مایل) و به مساحتی حدود ۱۱۷٬۰۵۴ کیلومتر مربع (۴۵٬۱۹۵ مایل مربع) آب می‌رساند که یک پنجم کل مساحت فرانسه است. این رود ۱۷۰مین رود بزرگ دنیاست.

## نگارخانه

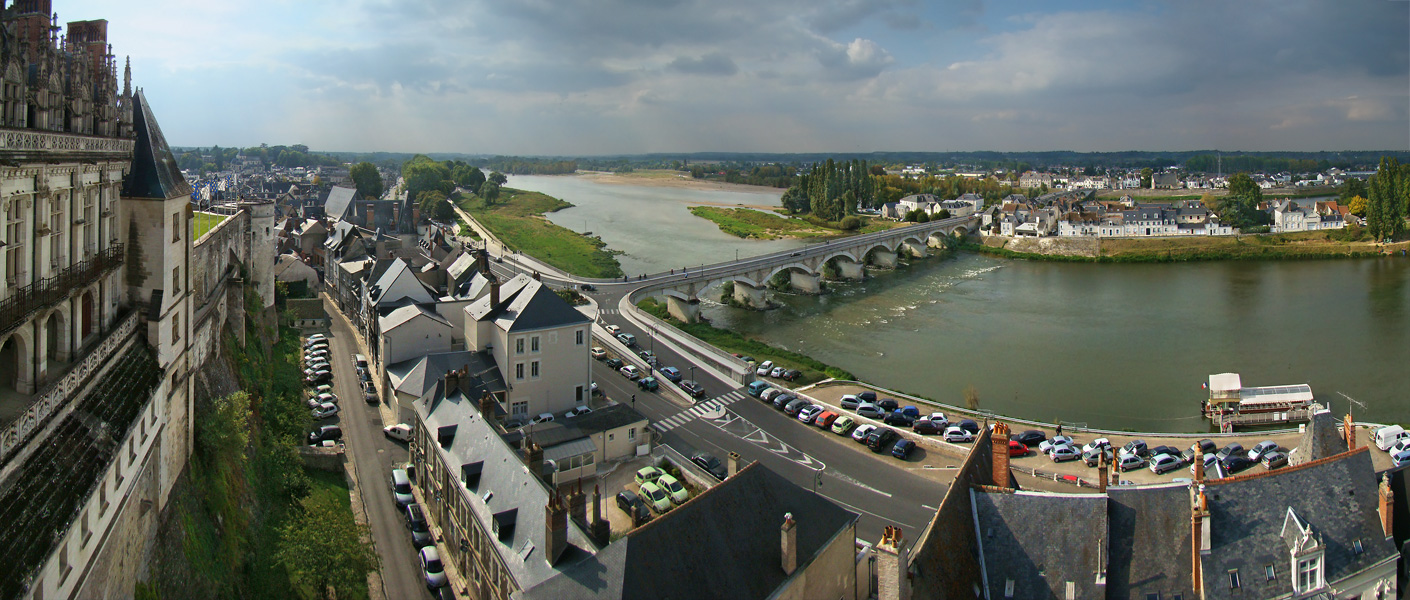
امبواز در کنار رود لوآر
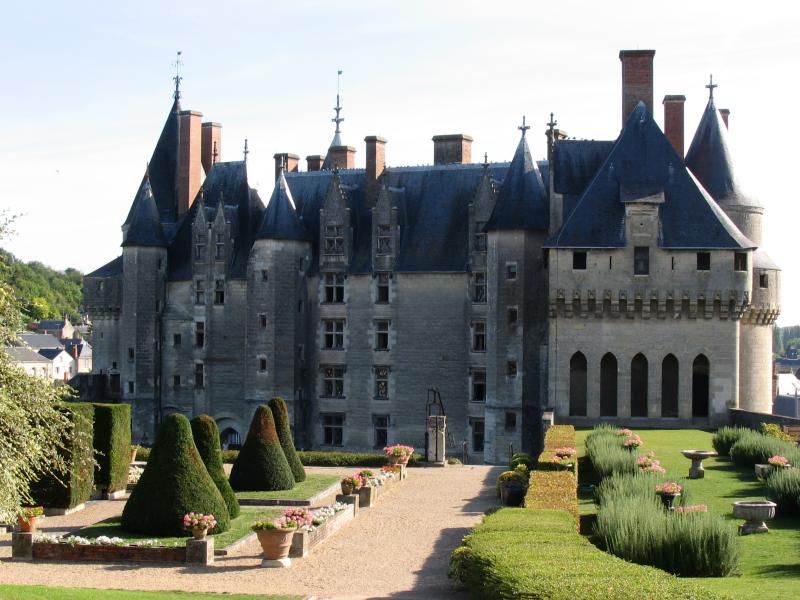
شاتو دی امبواز
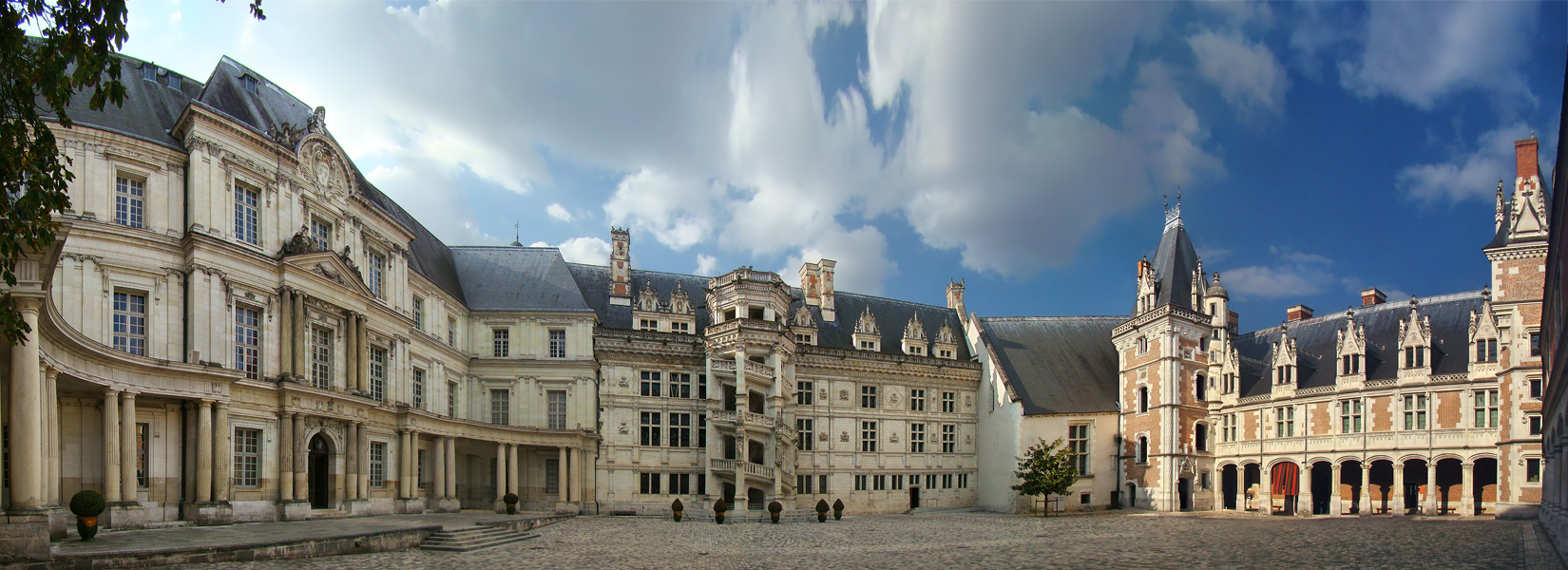
شاتوی سلطنتی بلوآ با  معماری گوتیک, رنسانس و معماری کلاسیک
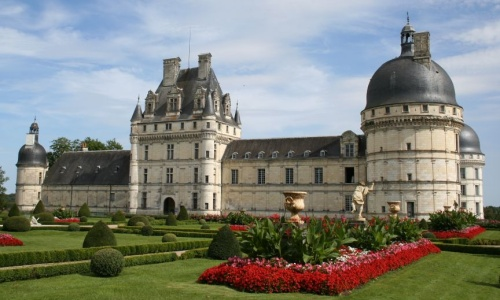
شاتو ولونسه